# نبرد راندیا
نبرد راندیا (ارمنی: Հռանդեայի ճակատամարտ در سال ۶۲ میلادی) یکی از نبردهایی بود که در آن اشکانیان بر رومیان چیره شده و به پیروزی رسیدند. در پی این نبرد پیمان صلحی برقرار شد و تیرداد اشکانی (برادر ولاش یکم) ازنو به فرمانروایی ارمنستان گماشته شد.